# Bataille de Novare (1821)
Pour les articles homonymes, voir Bataille de Novare.
La bataille de Novare (8 avril 1821) oppose les libéraux piémontais dit « constitutionnalistes » aux troupes autrichiennes dites « légalistes » au cours des mouvements insurrectionnels de 1820-1821.

## Contexte
Des libéraux turinois, aristocrates et bourgeois piémontais, en relation avec des officiers de l'armée piémontaise, tentent de contraindre le roi Victor-Emmanuel Ier de Sardaigne à accorder une constitution. Parmi eux se trouvent le comte des Savoie-Carignan Santorre di Santarosa, Carlo di San Marzano, Giacinto Collegno. Ils ont de nombreux contacts avec le futur héritier du trône Charles-Albert de Sardaigne qui a des sympathies pour une monarchie constitutionnelle.
En mars 1821,  Victor-Emmanuel Ier abdique au profit de Charles-Félix, après les premières émeutes. Absent de Turin, celui-ci confie le trône à Charles-Albert qui immédiatement approuve la constitution. Charles-Félix, qui s'inscrit dans la lignée conservatrice de son frère Victor-Emmanuel Ier est irrité par cet acte. De retour à Turin et avec l'aide des Autrichiens, il éloigne Charles-Albert de la régence, le faisant escorter à Novare par le général De La Tour.
Au cours des premiers jours d'avril 1821, les révolutionnaires tentent une insurrection en faveur de Charles-Albert mais ils sont défaits, à Novare, en raison de l'intervention de 15 000 soldats autrichiens requis par Charles-Félix.

## Sources
- (it) Cet article est partiellement ou en totalité issu de l’article de Wikipédia en italien intitulé « Battaglia di Novara (1821) » (voir la liste des auteurs).